# Frederik Paulsen (fils)
Pour les articles homonymes, voir Paulsen.
Frederik Paulsen, né en 1950 à Stockholm, est un homme d'affaires milliardaire suédois. Il est président honoraire du conseil d'administration de Ferring Pharmaceuticals et aussi explorateur.
Il occupe le poste de consul général honoraire de la Russie à Lausanne de 2009 à mars 2022.

## Biographie
Frederik Paulsen grandit avec son père l'endocrinologue allemand émigré en Suède Frederik Paulsen (en) fondateur de Ferring Pharmaceuticals et sa seconde épouse, la Dre Eva Wolf Frandsen, chercheuse et titulaire de nombreux brevets. Il fait ses études en Suède, puis étudie la chimie à l'université Christian-Albrecht de Kiel, et l'administration des affaires à l'Université de Lund en Suède.
Frederik Paulsen est président du conseil d'administration de Ferring Pharmaceutical de 1988 à juillet 2021. Il est également membre d'autres conseils d'administration, dont celui de l'Opéra de Lausanne et celui de Philip Morris International.
Domicilié en Suisse dans le canton de Vaud, il bénéficie d'un forfait fiscal. En 2019, il figure parmi les plus riches résidents du canton de Vaud, avec une fortune estimée de 7 à 8 milliards de francs. Les avocats de Frederik Paulsen ont demandé l'ouverture d'une procédure disciplinaire contre le directeur du Contrôle fédéral des finances, qui a été rejetée par le Conseil fédéral.

### Activités politiques et diplomatiques
De 2009 à février 2022, Frederik Paulsen occupe le poste de consul général honoraire de la Russie. Dans le cadre de cette fonction, il a effectué plusieurs voyages en Russie avec des élus politiques et autres personnalités de Suisse romande. Ces voyages concernent notamment Pascal Broulis et posent des questions de prise en charge financière et de conflits d'intérêts.
Il ferme le consulat le 1er mars 2022, à la suite de l’invasion de l'Ukraine par la Russie.
Dans les années 2010, il finance Géraldine Savary, candidate au Conseil des États, en lui versant 4 000 puis 7 000 francs lors du second tour en 2011 et 5 000 francs en 2015,.

### Engagement pour les Pôles
En tant qu'explorateur, il a parcouru les « huit pôles » de la planète et est membre du Club des explorateurs de New York,. Il finance de nombreuses explorations polaires.
En 2016, Il est l'un des fondateurs du Swiss Polar Institute,.
En 2023, au sommet One Planet Summit, il lance la fondation Albédo afin de soutenir des programmes scientifiques français sur la cryosphère, en collaboration avec le CNRS,.

## Distinctions
- Chevalier de la Légion d'honneur ;
- Ordre de l'Amitié russe.